# Rhizotrogus impressifrons
Rhizotrogus impressifrons är en skalbaggsart som beskrevs av Leon Fairmaire 1891. Rhizotrogus impressifrons ingår i släktet Rhizotrogus och familjen Melolonthidae. Inga underarter finns listade i Catalogue of Life.